# Dům V Malém domku
Dům V Malém domku, někdy zvaný U Božího oka, je dům čp. 813 na Starém Městě v Praze v Anežské ulici č. 16. Je chráněn jako kulturní památka České republiky jakožto součást Anežského kláštera.
První zmínka o domu je z roku 1588, vznikl na rozparcelovaném území, které zbylo po zrušeném mužském klášteru Na Františku. V roce 1689 dům zničil požár, původní je tak dnes pouze sklep. Ve druhé čtvrtině 19. století byl výrazně upraven v klasicistním stylu. V roce 1972 byl upraven v rámci obnovy Anežského kláštera.